# 青岛大学附属医院
青岛大学附属医院是位于中华人民共和国山东省青岛市的一所三级甲等综合性医院，前身为1946年建立的国立山东大学附属医院，后另经多次名称和隶属更迭于2013年变更至现名。青岛大学附属医院医资力量雄厚，重视信息化建设，是山东省省内首家支持支付宝支付的医院。医院现有黄岛、市南、市北、崂山四个院区。

## 下属院区

### 市南院区
青岛大学附属医院市南院区（本部）位于青岛市市南区江苏路16号，是医院总部所在地，负责各个院区的统筹管理工作。该院址最初为督署医院的所在地。

### 崂山院区
青岛大学附属医院崂山院区（东院区）位于青岛市崂山区海尔路59号，是青岛大学附属医院于2006年12月全资收购的青岛万杰医院改制而成，于2007年正式开业。

### 黄岛院区
青岛大学附属医院黄岛院区位于青岛市黄岛区五台山路1677号，也称“西海岸医院”或“西海岸医疗中心”，于2011年正式建成投入使用。

### 市北院区
青岛大学附属医院市北院区位于青岛市市北区嘉兴路7号，于2014年7月正式开业，原址是四方机厂医院。

## 争议

#### 患者被要求当众脱衣
2016年8月25日，青岛大学附属医院乳腺科吴医生，要求就诊患者当着10多名患者及一名实习男医师的面掀起上衣并脱掉文胸检查，并拒绝患者的提议进入诊室中设置的单独检查室或换个露少一点的角度。青岛大学附属医院宣传科主任事后表示：医生只为治病并不违背医生的操作规程。但患者称：其他医院一般都是让患者在诊室里的帘子后单独让医生检查，并且该医院医生在现场设有检查室的情况下，再三忽略患者的提议和选择权。

#### 涉嫌学术不端
2020年9月16日，中华人民共和国科学技术部发布了关于论文造假等违规案件的通报，其中青岛大学附属医院张坚涉嫌委托第三方代写、代投论文。青岛大学方面对张坚作出警告处分，并取消了张坚申报科技计划项目、奖励资格5年，终止或撤销其依托论文获得的科研项目、学术奖励、荣誉称号等。
青岛大学附属医院泌尿外科病区副主任、副教授、副主任医师杨学成，于2020年10月29日在线发表在国际学术期刊《致癌基因》的论文，出现了与另外四篇不同署名、不同期刊的论文相同的带划痕钢尺，使其论文的数据准确、真实及完整性遭到质疑；最终，论文于2023年5月30日被撤回。

#### 非法买卖尸体
2024年8月8日，律师易胜华在网上公开一起盗窃、侮辱、故意毁坏尸体案的资料，其中青岛大学附属医院肝脏病中心副主任李志强，曾将遗体肢解，放入冷柜保存，再向涉案的山西奥瑞生物材料有限公司非法出售十余具人体骨骼用以生产同种异体骨修复材料，其中每具价格在1万-2.2万元。8月8日16时，青岛大学附属医院器官移植中心网站已将该中心副主任、主任医师的信息紧急撤下。